# 아르헨티나의 정당
아르헨티나는 다당제를 실시하는 국가이며, 정당별 의석수의 지각변동이 쉽게 가능하다. 거대한 상위 포괄정당 속에 작은 하위 정당이 소속되어 있는 정당제이다.

## 주요 정당
- 정의당 (아르헨티나) - 중도주의, 내셔널리즘, 페론주의, 사회민주주의, 포괄정당
  - 승리를 위한 전선 - 중도좌파, 키르치네르주의, 진보주의, 급진적 민주주의
  - 연방 페론주의 - 우익, 내셔널리즘, 우익대중주의
- 프렌테 암플리오 우넨 - 중도좌파, 사회주의, 제3의 길, 포괄정당
  - 급진시민동맹 - 중도주의, 사회자유주의, 급진주의
  - 사회당 (아르헨티나) - 중도좌파, 사회민주주의, 민주사회주의
  - GEN당 - 중도좌파, 사회민주주의
  - 시민연합 ARI - 중도주의, 사회자유주의, 자유민주주의
  - 프로옉토 수르 - 좌익, 생태사회주의
- 제안공화당 - 중도우파, 보수자유주의, 자유보수주의, 친미 노선